# Kosjerić
Kosjerić (serbocroata cirílico: Косјерић) es un municipio y villa de Serbia perteneciente al distrito de Zlatibor.
En 2011 su población era de 12 090 habitantes, de los cuales 3992 vivían en la villa y el resto en las 26 pedanías del municipio. La gran mayoría de los habitantes del municipio son étnicamente serbios (11 879  habitantes).
Se ubica en el oeste del país sobre la carretera 21.

## Pedanías
- Bjeloperica
- Brajkovići
- Cikote (Kosjerić)
- Donja Pološnica
- Drenovci (Kosjerić)
- Dubnica
- Galovići
- Godečevo
- Godljevo
- Gornja Pološnica
- Kosjerić (pueblo)
- Makovište
- Mionica (Kosjerić)
- Mrčići
- Mušići
- Paramun
- Radanovci
- Rosići
- Ruda Bukva
- Seča Reka
- Ševrljuge
- Skakavci
- Stojići
- Subjel
- Tubići
- Varda (Kosjerić)

## Clima
| Parámetros climáticos promedio de Kosjerić | Parámetros climáticos promedio de Kosjerić | Parámetros climáticos promedio de Kosjerić | Parámetros climáticos promedio de Kosjerić | Parámetros climáticos promedio de Kosjerić | Parámetros climáticos promedio de Kosjerić | Parámetros climáticos promedio de Kosjerić | Parámetros climáticos promedio de Kosjerić | Parámetros climáticos promedio de Kosjerić | Parámetros climáticos promedio de Kosjerić | Parámetros climáticos promedio de Kosjerić | Parámetros climáticos promedio de Kosjerić | Parámetros climáticos promedio de Kosjerić | Parámetros climáticos promedio de Kosjerić |
| Mes                                        | Ene.                                       | Feb.                                       | Mar.                                       | Abr.                                       | May.                                       | Jun.                                       | Jul.                                       | Ago.                                       | Sep.                                       | Oct.                                       | Nov.                                       | Dic.                                       | Anual                                      |
| ------------------------------------------ | ------------------------------------------ | ------------------------------------------ | ------------------------------------------ | ------------------------------------------ | ------------------------------------------ | ------------------------------------------ | ------------------------------------------ | ------------------------------------------ | ------------------------------------------ | ------------------------------------------ | ------------------------------------------ | ------------------------------------------ | ------------------------------------------ |
| Temp. máx. media (°C)                      | 3.1                                        | 6.0                                        | 11.4                                       | 15.1                                       | 19.9                                       | 23.4                                       | 25.5                                       | 25.8                                       | 22.3                                       | 16.9                                       | 9.4                                        | 4.9                                        | 15.3                                       |
| Temp. media (°C)                           | -0.5                                       | 2.0                                        | 6.3                                        | 9.8                                        | 14.5                                       | 17.9                                       | 19.7                                       | 19.8                                       | 16.4                                       | 11.6                                       | 5.5                                        | 1.6                                        | 10.4                                       |
| Temp. mín. media (°C)                      | -4.0                                       | -1.9                                       | 1.2                                        | 4.6                                        | 9.2                                        | 12.5                                       | 14.0                                       | 13.8                                       | 10.5                                       | 6.4                                        | 1.7                                        | -1.7                                       | 5.5                                        |
| Precipitación total (mm)                   | 62                                         | 57                                         | 57                                         | 68                                         | 90                                         | 92                                         | 81                                         | 65                                         | 67                                         | 65                                         | 78                                         | 76                                         | 858                                        |
| Fuente: Climate-Data.org                   |                                            |                                            |                                            |                                            |                                            |                                            |                                            |                                            |                                            |                                            |                                            |                                            |                                            |